# Frogs Gallarate 1983
Questa voce raccoglie le informazioni riguardanti i Frogs Gallarate nelle competizioni ufficiali della stagione 1983.

## Campionato AIFA

### Stagione regolare

#### Andata
| 20 marzo 1983 1ª giornata                                                     | Frogs Gallarate | 26 – 0 referto | Mash Redskins Verona |  |
| \| \| \| \| \| ? (TD) ? (pat) ? (TD) ? (TD) ? (pat) ? (TD) \| Marcatori \| \| |                 |                |                      |  |
|                                                                               |                 |                |                      |  |
| ? (TD) ? (pat) ? (TD) ? (TD) ? (pat) ? (TD)                                   | Marcatori       |                |                      |  |

| Milano 27 marzo 1983 2ª giornata                                      | Bozart Rams Milano | 8 – 18 referto       | Frogs Gallarate |  |
| \| \| \| \| \| ? (TD) ? (tpc) \| Marcatori \| ? (TD) ? (TD) ? (TD) \| |                    |                      |                 |  |
|                                                                       |                    |                      |                 |  |
| ? (TD) ? (tpc)                                                        | Marcatori          | ? (TD) ? (TD) ? (TD) |                 |  |

| Magnago 9 aprile 1983 3ª giornata | Frogs Gallarate | 65 – 0 referto | Bozart Jets Bolzano | Campo Maria Ratti Micalizzi |
| \| \| \| \| \| Mazzuchelli (TD) 32yd run Mazzuchelli (TD) Mazzuchelli (TD) 32yd run Mazzuchelli (pat) Tonolo (TD) Tonolo (TD) 35yd run \| Marcatori \| \| |                 |                |                     |                             |
| |                 |                |                     |                             |
| Mazzuchelli (TD) 32yd run Mazzuchelli (TD) Mazzuchelli (TD) 32yd run Mazzuchelli (pat) Tonolo (TD) Tonolo (TD) 35yd run                                   | Marcatori       |                |                     |                             |

| Cinisello Balsamo 16 aprile 1983 4ª giornata | Armani Seamen Milano | 0 – 18 (0-12 0-0 0-0 0-6) referto                                                                                   | Frogs Gallarate |  |
| \| \| \| \| \| \| Marcatori \| Anselmi Q1 (TD) pass da Gallivanone Castellanza D. Q1 (TD) interception return Esposito Q4 (TD) pass da Gallivanone \| |                      | |                 |  |
| |                      | |                 |  |
| | Marcatori            | Anselmi Q1 (TD) pass da Gallivanone Castellanza D. Q1 (TD) interception return Esposito Q4 (TD) pass da Gallivanone |                 |  |

| Magnago 23 aprile 1983 5ª giornata | Frogs Gallarate | 34 – 6 (14-0 0-6 0-0 20-0) referto | Giants Bolzano | Campo Maria Ratti Micalizzi |
| \| \| \| \| \| Esposito Q1 (TD) pass da Gallivanone Pezzotta Q1 (TD) pass da Gallivanone team Q1 (saf) Pezzotta Q4 (TD) pass da Gallivanone Contini Q4 (pat) Scopel Q4 (TD) pass da Gallivanone Contini Q4 (pat) Bravin Q4 (TD) interception return \| Marcatori \| Miller Q2 (TD) run \| |                 |                                    |                |                             |
| |                 |                                    |                |                             |
| Esposito Q1 (TD) pass da Gallivanone Pezzotta Q1 (TD) pass da Gallivanone team Q1 (saf) Pezzotta Q4 (TD) pass da Gallivanone Contini Q4 (pat) Scopel Q4 (TD) pass da Gallivanone Contini Q4 (pat) Bravin Q4 (TD) interception return                                                      | Marcatori       | Miller Q2 (TD) run                 |                |                             |

#### Ritorno
| Verona 8 maggio 1983 6ª giornata                                        | Mash Redskins Verona | 2 – 15 referto                | Frogs Gallarate | Antistadio Marcantonio Bentegodi |
| \| \| \| \| \| ? (saf) \| Marcatori \| ? (TD) ? (TD) ? (pat) ? (saf) \| |                      |                               |                 |                                  |
|                                                                         |                      |                               |                 |                                  |
| ? (saf)                                                                 | Marcatori            | ? (TD) ? (TD) ? (pat) ? (saf) |                 |                                  |

| 15 maggio 1983 7ª giornata                              | Frogs Gallarate | 7 – 6 referto | Bozart Rams Milano |  |
| \| \| \| \| \| ? (TD) ? (pat) \| Marcatori \| ? (TD) \| |                 |               |                    |  |
|                                                         |                 |               |                    |  |
| ? (TD) ? (pat)                                          | Marcatori       | ? (TD)        |                    |  |

| Bolzano 21 maggio 1983 8ª giornata | Bozart Jets Bolzano | 6 – 27 referto                                                    | Frogs Gallarate |  |
| \| \| \| \| \| Ellis (TD) 36yd interception return \| Marcatori \| Tonolo (TD) Tonolo (TD) Contini (pat) Contini (pat) Contini (pat) \| |                     |                                                                   |                 |  |
| |                     |                                                                   |                 |  |
| Ellis (TD) 36yd interception return | Marcatori           | Tonolo (TD) Tonolo (TD) Contini (pat) Contini (pat) Contini (pat) |                 |  |

| Magnago 28 maggio 1983 9ª giornata | Frogs Gallarate | 13 – 6 referto       | Armani Seamen Milano | Campo Maria Ratti Micalizzi |
| \| \| \| \| \| Castellanza S. Q1 (TD) 38yd interception return Contini (pat) Mazzucchelli (TD) 74yd run \| Marcatori \| Monetti (TD) 5yd run \| |                 |                      |                      |                             |
| |                 |                      |                      |                             |
| Castellanza S. Q1 (TD) 38yd interception return Contini (pat) Mazzucchelli (TD) 74yd run                                                        | Marcatori       | Monetti (TD) 5yd run |                      |                             |

| Bolzano 4 giugno 1983 10ª giornata | Giants Bolzano | 7 – 21 (0-7 0-7 6-0 0-7) referto | Frogs Gallarate |  |
| \| \| \| \| \| Rizzello Q3 (TD) 30yd run Villalta (pat) \| Marcatori \| Bertoni Q1 (TD) 20yd pass da Gallivanone Contini Q1 (pat) Mazzucchelli Q2 (TD) 15yd run Contini Q2 (pat) Mazzucchelli Q4 (TD) 10yd run Contini Q4 (pat) \| |                | |                 |  |
| |                | |                 |  |
| Rizzello Q3 (TD) 30yd run Villalta (pat) | Marcatori      | Bertoni Q1 (TD) 20yd pass da Gallivanone Contini Q1 (pat) Mazzucchelli Q2 (TD) 15yd run Contini Q2 (pat) Mazzucchelli Q4 (TD) 10yd run Contini Q4 (pat) |                 |  |

### Playoff
| Busto Arsizio 26 giugno 1983 Quarti di Finale | Frogs Gallarate | 6 – 28 (0-0 0-14 6-0 0-14) referto | Warriors Bologna | Stadio Carlo Speroni, via Ca' Bianca |
| \| \| \| \| \| Mazzucchelli Q3 (TD) run \| Marcatori \| Inzinna Q2 (TD) run Pedrini Q2 (TD) pass da Inzinna Inzinna Q2 (tpc) action Longhi Q4 (TD) run Inzinna Q4 (tpc) action Terracina Q4 (TD) 34yd run \| |                 | |                  |                                      |
| |                 | |                  |                                      |
| Mazzucchelli Q3 (TD) run | Marcatori       | Inzinna Q2 (TD) run Pedrini Q2 (TD) pass da Inzinna Inzinna Q2 (tpc) action Longhi Q4 (TD) run Inzinna Q4 (tpc) action Terracina Q4 (TD) 34yd run |                  |                                      |

## North Italian Football League

### Stagione regolare
| Bologna 24 settembre 1983 Week 1 | Effer Warriors Bologna | 7 – 32 referto                                                                                 | Frogs Gallarate | Stadio Lunetta Gamberini |
| \| \| \| \| \| Parlangeli (TD) pass da Castelvetri ? (pat) \| Marcatori \| Moroldo Q1 (TD) pass da Gallivanone ? Q1 (pat) Anselmi (TD) Fimiani (TD) ? (TD) ? (pat) ? (TD) \| |                        |                                                                                                |                 |                          |
| |                        |                                                                                                |                 |                          |
| Parlangeli (TD) pass da Castelvetri ? (pat) | Marcatori              | Moroldo Q1 (TD) pass da Gallivanone ? Q1 (pat) Anselmi (TD) Fimiani (TD) ? (TD) ? (pat) ? (TD) |                 |                          |

| Vicenza 1º ottobre 1983 Week 2 | Geronimos Vicenza | 42 – 0 referto | Frogs Gallarate | Campo Caserma Carlo Ederle |

| 8 ottobre 1983 Week 3 | Frogs Gallarate | 23 – 7 referto | Giaguari Torino |  |

| 16 ottobre 1983 Week 4 | Armani Seamen Milano | 0 – 26 referto | Frogs Gallarate |  |

| Magnago 27 ottobre 1983 Week 5                   | Frogs Gallarate | 7 – 0 referto | Rangers Tirrenia | Campo Maria Ratti Micalizzi |
| \| \| \| \| \| ? (TD) ? (pat) \| Marcatori \| \| |                 |               |                  |                             |
|                                                  |                 |               |                  |                             |
| ? (TD) ? (pat)                                   | Marcatori       |               |                  |                             |

| Magnago 5 novembre 1983 Week 6 | Frogs Gallarate | 23 – 27 referto | Blue Knights Vicenza | Campo Maria Ratti Micalizzi |

### Playoff
| Magnago 13 novembre 1983 Semifinale | Frogs Gallarate | 20 – 36 referto | Blue Knights Vicenza | Campo Maria Ratti Micalizzi |

## Statistiche di squadra
| Competizione | %Vittorie | In casa | In casa | In casa | In casa | In casa | In casa | In trasferta | In trasferta | In trasferta | In trasferta | In trasferta | In trasferta | Totale | Totale | Totale | Totale | Totale | Totale |
| Competizione | %Vittorie | G       | V       | N       | P       | Pf      | Ps      | G            | V            | N            | P            | Pf           | Ps           | G      | V      | N      | P      | Pf     | Ps     |
| ------------ | --------- | ------- | ------- | ------- | ------- | ------- | ------- | ------------ | ------------ | ------------ | ------------ | ------------ | ------------ | ------ | ------ | ------ | ------ | ------ | ------ |
| Campionato   | 1.000     | 5       | 5       | 0       | 0       | 145     | 18      | 5            | 5            | 0            | 0            | 99           | 23           | 10     | 10     | 0      | 0      | 244    | 41     |
| Playoff      | .000      | 1       | 0       | 0       | 1       | 6       | 28      | -            | -            | -            | -            | -            | -            | 1      | 0      | 0      | 1      | 6      | 28     |
| NIFL RS      | .667      | 3       | 2       | 0       | 1       | 53      | 34      | 3            | 2            | 0            | 1            | 58           | 49           | 6      | 4      | 0      | 2      | 111    | 83     |
| NIFL Playoff | .000      | 1       | 0       | 0       | 1       | 20      | 36      | -            | -            | -            | -            | -            | -            | 1      | 0      | 0      | 1      | 20     | 36     |
| Totale       | .778      | 10      | 7       | 0       | 3       | 224     | 116     | 8            | 7            | 0            | 1            | 157          | 72           | 18     | 14     | 0      | 4      | 381    | 188    |